# Latarnia morska Mohni
Latarnia morska Mohni (est. Mohni tuletorn) – latarnia morska usytuowana na wyspie Mohni w Zatoce Fińskiej, która należy do obszaru Parku Narodowego Lahemaa. Obiekt 25 listopada 1997 roku został wpisany na listę narodowych zabytków Estonii pod numerem 9487. Na liście świateł nawigacyjnych Estonii – rejestrze Urzędu Transportu Morskiego (Veeteede Amet) w Tallinnie – ma numer 100.
Pierwszą latarnię morską na wyspie Mohni zbudowano w 1806 roku. W 1852 roku drewniana konstrukcja została zastąpiona murowaną z cegły 20-metrową okrągłą wieżą. Jednak już po kilku latach okazało się, że użyte do budowy wieży cegły nie są najwyższej jakości i pod wpływem ciężkich warunków atmosferycznych, częstych silnych wiatrów w tej części Zatoki Fińskiej, cegły ulegają niszczeniu. W 1871 roku przeprowadzono remont i przebudowę istniejącej wieży, którą podwyższono o 7 metrów oraz pokryto nową warstwą cegieł. Nową laternę zamówiono z Lipawy, a aparaturę optyczną sprowadzono z Chance Brothers & Co w Anglii. 
Z powodu ciągłego niszczenia okładzin z cegły, po II wojnie światowej latarnia została pokryta żelbetonową powłoką. Po wpisaniu latarni wraz z całym kompleksem budynków pomocniczych na listę narodowych zabytków Estonii, powłoka została usunięta w 1998 roku.